# Last Concert in Japan
Last Concert in Japan – koncertowy album zespołu Deep Purple wydany w marcu 1977. Jest to zapis ostatniego koncertu w Japonii linii Mark IV z Tommym Bolinem. Materiał zarejestrowano 15 grudnia 1975 w Budokan Hall w Tokio, część koncertu zapisano również na 16 mm taśmie filmowej i wydano jako video Rises Over Japan tylko w Japonii w roku 1985. Odnowioną, rozszerzoną wersję audio wydano na podwójnym CD w roku 2001 jako This Time Around: Live in Tokyo. Koncert zagrano dla 14 000 widzów w Budokan Hall. Nie był to najlepszy koncert i całość materiału została edytowana i skrócona tak aby zmieścić się na pojedynczej płycie LP. Cały koncert został przerobiony i odnowiony aby usatysfakcjonować gusta wielbicieli i wydany jako "remastered" w roku 2001 pod tytułem This Time Around.
Chociaż widownia była tego nieświadoma podczas koncertu, nowy członek zespołu Tommy Bolin był bardzo uzależniony od narkotyków, co skutkowało fatalnie, i w niecały rok zakończyło się jego śmiercią. Bolin podczas koncertu wyglądał bardzo źle, nie miał czucia w lewej ręce po zastrzyku z heroiny. Był to jego najgorszy występ i do dziś koncert ten uważany jest przez fanów zespołu za jeden z najsłabszych, głównie przez Bolina.
Oryginalne opakowanie tej wersji mylnie twierdzi, że album zawiera wersję koncertową utworu "Woman from Tokyo", w istocie dołączono tylko krótką frazę powtarzaną podczas solo Jona Lorda.

## Lista utworów
| 1. | "Burn" (David Coverdale, Ritchie Blackmore, Jon Lord, Ian Paice)        | 7:05  |
|    |                                                                         |       |
| 2. | "Love Child" (Coverdale, Tommy Bolin)                                   | 4:46  |
|    |                                                                         |       |
| 3. | "You Keep on Moving" (Coverdale, Glenn Hughes)                          | 6:16  |
|    |                                                                         |       |
| 4. | "Wild Dogs" (Bolin, John Tesar)                                         | 6:06  |
|    |                                                                         |       |
| 5. | "Lady Luck" (Coverdale, Roger Cook)                                     | 3:11  |
|    |                                                                         |       |
| 6. | "Smoke on the Water" (Ian Gillan, Blackmore, Roger Glover, Lord, Paice) | 6:24  |
|    |                                                                         |       |
| 7. | "Soldier of Fortune" (Coverdale, Blackmore)                             | 2:22  |
|    |                                                                         |       |
| 8. | "Organ Solo" (Lord)                                                     | 4:01  |
|    |                                                                         |       |
| 9. | "Highway Star" (Gillan, Blackmore, Glover, Lord, Paice)                 | 6:50  |
|    |                                                                         |       |
|    |                                                                         | 47:01 |
|    |                                                                         |       |

## Wykonawcy
- David Coverdale – śpiew
- Tommy Bolin – gitara, śpiew
- Glenn Hughes – gitara basowa, śpiew
- Jon Lord – instrumenty klawiszowe, organy, śpiew towarzyszący
- Ian Paice – perkusja, instrumenty perkusyjne